# Pierre Courteys

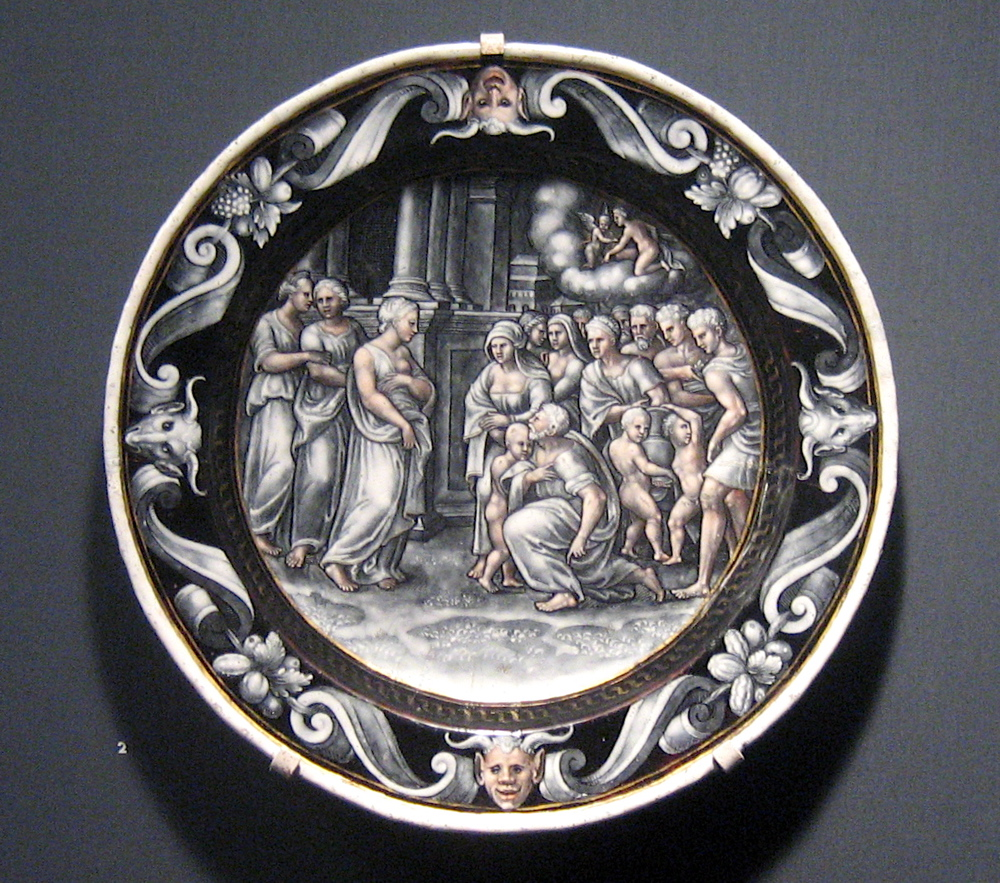
L'adorazione di psiche, 1560. Ora al Los Angeles County Museum of Art.

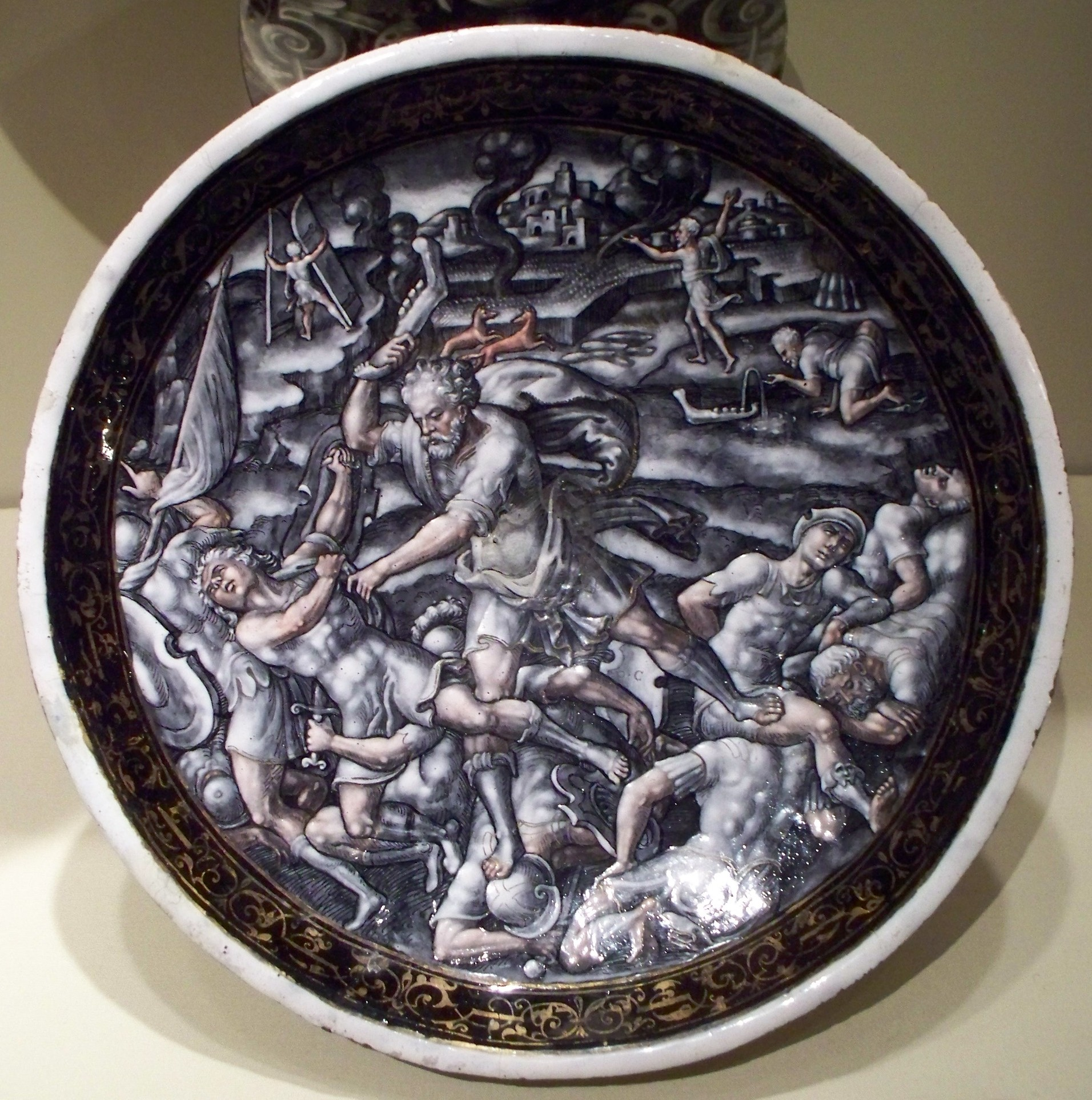
Piatto con Sansone che stermina i filistei con la mandibola di un asino, ca. 1580. Ora al Taft Museum of Art.

Pierre Courteys (fl. XVI secolo) è stato un pittore francese di smalto di Limoges attivo a Limoges nel XVI secolo.

## Biografia
Courteys, uno dei migliori pittori di smalto di Limoges, un eccellente disegnatore e colorista, fu probabilmente un discepolo di Pierre Reymond. Le date apposte sulle sue opere vanno dal 1550 al 1568. Nel 1559 eseguì dodici medaglioni ovali con figure a grandezza naturale delle Virtù e dei dodici dei dell'Olimpo, per la facciata del Castello di Madrid, costruito da  Francesco I e  Enrico II nel Bois de Boulogne a Parigi. Nove di questi sono ora nell'Hôtel de Cluny, e tre in Inghilterra. Sono i più grandi smalti che siano mai stati fatti a Limoges. Si pensa che Courteys sia morto nel 1602. Molte delle sue opere si trovano nel museo del Louvre.